# Antonio Gonzaga
Antonio Gonzaga (c. 1875 en Corrientes), también conocido como El Negro Gonzaga, fue un cocinero y autor argentino. Tras conseguir éxito en los círculos aristocráticos de Buenos Aires a principios del siglo XX, publicó «El cocinero práctico argentino», el primer libro de cocina publicado en Argentina y la primera recopilación de cocina argentina conocida.

## Biografía
Nacido en Corrientes, Gonzaga fue cocinero de tercera generación: tanto su padre, Horacio Luis, como su abuelo, Luis Tomás, se dedicaron a la cocina, y fueron los primeros maestros de Antonio. Posteriormente se trasladó a Buenos Aires. Trabajó, primero, en conventillos, donde aprendió las particularidades de la cocina gaucha. Más adelante entraría al servicio de la Armada Argentina, y luego consiguió trabajo en el Congreso de la Nación Argentina, donde alcanzaría la posición de cocinero en jefe. Incluso en lugares propios de las élites y de la «alta sociedad» de la época, como lo era el Congreso de la Nación, la cocina era considerada un ámbito «inferior», por lo que no era inusual ver a negros trabajando ahí.
En la visita del presidente estadounidense Theodore Roosevelt a Buenos Aires en 1913, Gonzaga fue el chef a cargo de alimentar a la comitiva visitante. Para la llegada de las celebraciones por el Centenario de la Independencia Argentina en 1916, el nombre de Gonzaga ya era popular en los círculos aristocráticos porteños.
En 1931, Gonzaga publicó «El cocinero práctico argentino», el primer libro de cocina publicado en la Argentina. El libro detallaba con amplio detalle más de 300 recetas, la gran mayoría recetas tradicionales argentinas, propias de la cocina campesina y gaucha. Particularmente, Gonzaga le dedicó gran parte del libro a detallar distintas formas de preparar el asado. La popularidad del libro fue inmediata, ayudado además por la llegada de la cocina de gas a la Argentina. La popularidad de Gonzaga, sin embargo, sería eclipsada por la llegada de otra chef argentina: Doña Petrona, la primera chef de televisión del país.

## Legado
La reivindicación de la cocina popular argentina hecha por Gonzaga es considerada una de las razones principales de la popularidad del asado en la Argentina. Hasta antes de la publicación de El cocinero práctico argentino, la élite porteña no veía con buenos ojos la cocina nativa de su país, prefiriendo en cambio la cocina francesa que consideraba más «sofisticada». En particular, el uso de achuras como el chorizo y chinchulines, y los pasos específicos para la preparación del asado, son atribuidos a las recetas de Gonzaga en su libro.
Las raíces negras de Gonzaga también llevaron a cierta especulación sobre el origen del asado, aunque no existe consenso historiográfico en este respecto. En su libro, Gonzaga se llama a sí mismo «un criollo, hijo de este país».
El legado de chef de Gonzaga fue continuado por sus descendientes. El nieto de Antonio, Horacio Gonzaga, fue chef y cocinero en jefe del Hotel Provincial y el Hotel Hermitage de Mar del Plata.